# Hrabstwo Muskegon
Hrabstwo Muskegon (ang. Muskegon County) – hrabstwo w stanie Michigan w Stanach Zjednoczonych. Obszar całkowity hrabstwa obejmuje powierzchnię 1 459,30 mil² (3 779,58 km²). Według danych z 2010 r. hrabstwo miało 172 188 mieszkańców. Hrabstwo powstało w 1859 roku, a jego nazwa pochodzi od rzeki Muskegon, która ma swoje ujście do jeziora Michigan na terenie tego hrabstwa.

## Sąsiednie hrabstwa
- Hrabstwo Oceana (północ)
- Hrabstwo Newaygo (północny wschód)
- Hrabstwo Kent (wschód)
- Hrabstwo Ottawa (południe)
- Hrabstwo Milwaukee (Wisconsin) (południowy zachód)
- Hrabstwo Ozaukee (Wisconsin) (zachód)

## Miasta
- Montague
- Muskegon Heights
- Muskegon
- North Muskegon
- Norton Shores
- Roosevelt Park
- Whitehall

## Wioski
- Fruitport
- Lakewood Club
- Ravenna

## CDP
- Twin Lake
- Wolf Lake